# Jeri Ryan
Jeri Lynn Ryan (München, 22. veljače 1968.), američka glumica.

## Životopis

### Djetinjstvo
Kao dijete američkih roditelja Jeryja i Sharon Zimmerman, rodila se u Münchenu, a svoje zapravo muško ime nosi zahvaljujući ocu, koji je priželjkivao sina. Zbog oca koji je bio u američkoj vojsci, odrastala je u nizu vojnih baza. Obitelj se konačno smjestila u Paducahu, država Kentucky. Tamo je završila srednju školu, maturiravši s državnom pohvalom. Kasnije je upisala kazalište na Sveučilištu Northwestern, gdje je diplomirala 1990. godine. Godinu prije pobijedila je na izboru za Miss Illinoisa, te na preliminarnom natjecanju u kupaćim kostimima. Na nacionalnom izboru za Miss Amerike završila je na trećem mjestu. 

### Filmska i televizijska karijera
Prije studiranja na fakultetu, igrala je u filmu Avioni, vlakovi i automobili, ali je izbrisana iz konačne verzije jer je "upropaštavala svaku svoju scenu (kako je sama rekla s osmjehom).
Najpoznatija je postala 1997. kada joj je dodijeljena uloga Sedme od Devet. Znanstvena fantastika i serijal Star Trek postali su popularni upravo zbog toga što je ona u njemu glumila. Fanovi SF-a proglasili su je seks simbolom, zbog trikoa kojeg je nosila u seriji, a koji je bio toliko tijesan da je ponekad teško disala. Upravo zahvaljujući ulozi Sedme od Devet osvojila je nagradu Saturn u kategoriji najbolje sporedne glumice na televiziji. Nakon što je Voyager ukinut 2001. godine, priključila se ekipi serije "Školske tajne" gdje je igrala ulogu Ronnie Cooke, frustrirane odvjetnice koja je postala školska učiteljica.

### Privatni život
Nakon 1990. i diplome, posvetila se glumi, udala se za Jacka Ryana i ima sina Alexa, rođenog 1994. godine. Od Jacka Ryana rastavila se 1999.godine. Potom je otvorila restoran u Los Angelesu zajedno s kuharom Christopheom Eméeom, za kojega se i udala 2007. godine te s njim dobila kćerku Gisele 2008.godine.

## Filmografija

### Televizijske uloge
- "Bosch" kao Veronica Allen   (2016.)
- "Strijela" kao Jessica Danforth  (2015.)
- "Major Crimes" kao Linda Rothman  (2014. – 2015.)
- "Helix" kao Constance Sutton / 'Ilaria Fresh' Narrator  (2014. – 2015.)
- "Navy CIS" kao Rebecca Gibbs (2015.)
- "Body of Proof" kao Kate Murphy (2011. – 2013.)
- "Robot Chicken" kao Rachel / Sally Williams (2011.)
- "Leverage" kao Tara Cole / Tara Carlisle (2009. – 2011.)
- "Warehouse 13" kao Amanda Lattimer (2011.)
- "Zakon i red: Zločinačke nakane" (Law & Order: Criminal Intent) kao Naomi Halloran (2011.)
- "Mortal Kombat: Legacy" kao Sonya Blade (2011.)
- "Frikovi" (Psych) kao Dr. Kimberly Phoenix (2010.)
- "Zakon i red: Odjel za žrtve" (Law & Order: Special Victims Unit) kao Patrice Larue  (2009. – 2010.)
- "Velemajstor" (Shark) kao Jessica Devlin (2006. – 2008.)
- "Bostonsko pravo" kao Courtney Reese (2006.)
- "O.C." (The O.C.) kao Charlotte Morgan (2005.)
- "Dva i pol muškarca" (Two and a Half Men) kao Sherri (2004. – 2011.)
- "Školske tajne" (Boston Public) kao Ronnie Cooke (2001. – 2004.)
- "Zvjezdane staze: Voyager" (Star Trek: Voyager) kao Sedma od Devet (1997. – 2001.)
- "Dilbert" kao Sedma od Devet Budilica (1999.)
- "The Sentinel" kao Alexis Barnes (1998. – 1999.)
- "Dark Skies" kao Juliet Stewart (1997.)
- "Dijagnoza Umorstvo" (Diagnosis Murder) kao Melissa Barnes (1996.)
- "Melrose Place" kao Valerie Madison (1996.)
- "Klijent" (The Client) kao Jennifer (1996.)
- "Charlie Grace" kao Claire (1995.)
- "Umorstvo, napisala je" (Murder, She Wrote) kao Maura (1995.)
- "Time Trax" kao Lauren Saunders (1994.)
- "Matlock" kao Carrie Locke (1993.)
- "The Jackie Thomas Show" kao Pauline Yardley (1993.)
- "Just Deserts" kao Nicole (1992.)
- "Reasonable Doubts" kao Rachel Beckwith (1991.)
- "Nurses" kao Lisa (1991.)
- "Top of the Heap" kao Tyler (1991.)
- "The Flash" kao Felicia Kane (1991.)
- "Tko je šef?" (Who's the Boss?) kao Pam (1991.)

### Filmske uloge
- "Against the Wild 2: Survive the Serengeti" kao Jennifer Croft  (2016.)
- "Dead Lines" kao Sophie Fyne (2010.)
- "Secrets in the Walls" kao Rachel (2010.)
- "The Commuters" kao Anne (2005.)
- "Sudbury" kao Gillian Owens (2004.)
- "Down With Love" kao Gwendolyn (2003.)
- "Drakula 2000" kao Valerie Sharpe (2000.)
- "Zvjezdane staze: Elitna sila" (Star Trek Voyager: Elite Force) kao Sedma od Devet (2000.); glas
- "Posljednji čovjek" (The Last Man) kao Sarah (2000.)
- "Men Cry Bullets" kao Lydia (1997.)
- "Co-ed Call Girl" kao Kimberly (1996.)
- "Vrh 66" (Pier 66) kao Beth Saunders (1996.)
- "Ambush in Waco: In the Line of Duty" kao Rebecca (1993.)
- "Flash III: Deadly Nightshade" kao Felicia Kane (1992.)
- "Nightmare in Columbia County" kao Dawn Elizabeth Smith (1997.)

## Vanjske poveznice
Jeri Ryan u internetskoj bazi filmova IMDb-u (engl.)